# Huerta de Santa Teresa
Huerta de Santa Teresa es un barrio de Sevilla (España), perteneciente al distrito San Pablo-Santa Justa. Está situado en la zona suroeste del distrito, abarcando la estación de Santa Justa. Limita al norte con los barrios de San José Obrero y Las Huertas; al oeste, con el barrio de La Calzada; al sur, con los barrios de La Buhaira y Nervión; y al este, con los barrios de San Pablo A y B y Santa Clara.